# Staroegipatska medicina
Staroegipatska medicina je period u istoriji medicine, i raznovrsna i uspešna medicinska tradicija, koja se razvila tokom tri hiljade godina duge istorije drevnog Egipta. U starom Egiptu boginja zdravlja i ozdravljenja bila je Sekmet. Njoj su upućivane molitve i ponude a egipatski vidari su lečili simptome.

## Opšta istorija
Civilizacija starog Egipta nastala je u tada izuzetno plodnoj ravnici oko Nila i imala je dugovremenu istoriju. Kulturni razvoj Egipćana, kao i napredak i trajanje staroegipatske civilizacije je oko četiri i po milenijuma (od oko 5000. godine do 526. godine pre nove ere), kada su Persijanci egipatskom narodu oduzeli suverenitet i zauvek razorili i poništili njegova milenijumska svekulturna dostignuća.
Egipćani su bili više hiljada godina bili miran, radan i stvaralački narod, bez osvajačkih i agresivnih pretenzija prema susedima. Svoju civilizaciju obeležili su originalnom mitologijom, religijom koja je bila mnogobožačka na čelu sa vrhovnim bogom sunca – Ra, njegovom ženom i sinom uz stalnu pratnju Ozirisa (bog stvaranja) i Seta (boga rušenja). 
| „ | Verujući da su bogovi besmrtni Egipćani su mitološki razvili uverenje da je i ljudska duša besmrtna uslovno, jer posle smrti duše dolaze pred Ozirisa, koji ih meri na terazijama i dobre ostavlja u večnom životu a loše uništava. Posledica ovog mitološkog verovanja drevnih Egipćana je ovladavanje veštinom mumificiranja tela posle smrti balsamovanjem. | ” |

Društveno uređenje Egipćana temeljilo se na kastinskim principima i zasnovalo na pravu faraona na neograničeno upravljanje nad podanicima. Egipatski faraone su u njihovoj neograničenoj vladavini podržavali stalež povlašćenih ratnika i činovnika, kao i sveštenstvo, koje je bilo u funkciji faraonske svemoći i vlasti nad podanicima. Sveštenstvo je zavetno čuvalo dostignuti nivo obrazovnosti i kulturu.

## Opšta istorija medicine
Staroegipatska medicina nastala je i razvijala se na prostoru današnjeg Egipta 3-4.000 godina pre Hrista iz kultura koju karakteriše hijeroglifno pismo, arhitektura piramida, kult mrtvih. Medicina se stvarala i učila u hramovima (u Saisu, Heliopolisu, Memfisu Tebi i dr.) a obavljali su je sveštenici. Tako je tokom boravka na prostoru drevnog Egipta, oko 450.godine p. n. e., Herodot o egipatskoj kulturi i medicini mnogo toga saznao od sveštenika, u Memfisu, Tebi, Heliopolisu i Saisu. Nešto kasnije on je značajne podatke o stanju egipatske medicine i prikupljena saznanja pretočio u svoje zapise u kojima je zabeležio:
| „ | "..da u Egiptu ima lekara za razne vrste bolesti. | ” |

Po Herodotu u Egiptu su postojale specijalizacije - za oči, zube, želudac, unutarnje bolesti, čmar, mreže za zaštitu od komaraca i da je za dobro zdravlje bila bitna i ishrana (u kojoj je zabranjivan unos riba i bob, kao nečisti kao nečiste hrane).
U Homerovoj Odiseji nailazimo na deo teksta u kome on kaže da je Egipat zemlja:
| „ | čije plodno tlo proizvodi mnogo lekova...među kojima i napitak zaborava.. i da je u njemu svaki čovek doktor. | ” |

0 hirurškoj veštini iz tog perioda govore i hirurški instrumenti napravljeni od bronze nađeni u grobnici lekara koji se zvao Kar (23. век п. н. е.) Postoje takode dokazi o hirurskim intervencijama, kao sto su amputacije prstiju ili udova, kao i tragovi operacija na lobanji iz tog perioda.
Frakture (prelomi) su takode bile ćest nalaz na staro-egipatskim skeletima, veoma često leve ulne, što bi se moglo protumačiti korisćenjem leve ruke kao zaštite od udarca štapom.
Najstariji pisani dokumenti vezani za početke stomatologije su staroegipatski papirusi nastali oko 3000. godine p. n. e, iz kojih saznajemo da je u tom periodu postojala zubna medicina, koja je bila posebna grana staroegipatske medicine.
O postojanju zubne medicine u starom Egiptu svedoče sačuvane mumije slike, statue i brojnim pisani dokumenti u knjigama na raznim predmetima – glinenim pločicama i papirusu iz kojih saznajemo da su pored brojnih specijalisti, poistojali i specijalisti zubarstva. Sačuvani su i verodostojni dokazi da su se egipatski zubni lekari bavili i protetikom. Tako je npr. u grobu Gizeh nađena zubna proteza iz perioda od 2500. godina pre nove ere (najstarije poznato zubno pomagalo te vrste). Sačuvani su i zubi povezani zlatnom žicom, (verovatno kao ka terapijski stabilizatori razlabavljenih zuba u parodontopatiji). Sačuvani su i opisi zubnih lekara, o metodam lečenja afti i ulceronekroznog stomatitisa i karijesa prahom kamena samlevenog i pomešanog sa medom ili smolom. Otkriveni su i pisani izvori da su bogatiji ljudi u starom Egiptu ujutru redovno prali zube. Jedan zakonik iz 1700. godine p. n. e. svedoči da je praksa u zubnoj medicine bila regulisana zakonom, a na tzv. Ebersovim papirusom, nastalom nekoliko vekova kasnije, spominju se i pojedine bolesti zuba i uzroci zubobolje.
Postoje dokazi da su Egipatski lekari koristili i antimikrobnu terapiju ili neku vrstu prirodnih antibiotika, kako bi ličilo stanovnistvo Egipta koje je bolovalo od mnogih bolesti koje su prouzrokovali različiti mikroorganizmi, iz npr. reke Nil. Ova reka i njeno zaleđe  obilovalo je insektima i parazitima koji su uticali na pojavu bolesti stanovništva kao što je šistozomijaza, tuberkuloza kičmenih pršljenova (koja je otkrivena u mumiji Nesparehan, Amonovog sveštenika iz 21. dinastije),  apscesa misica (koji je opisan u medicinskim papirusima). Faraon Siptah iz 12. dinastija imao je kraću nogu što se smatralo posledicom virusne infekcije tipa poliomijelitisa. Infekcija tetanusom opisana je u Smitovom papirusu.
Vode Nila nisu bile dobre za piće, pa je savetovano da deca i odrasli piju napitak sličan pivu sa veoma malim procentom alkohola ali dovoljnim za uništavanje bakterija.Takođe pre oko 2.000 godina stanovnici duž obala Nila koristili su i prirodne antibiotike iz napitka koji je nastajao fermentisanjem semena žita. Fermentisana kaša sadrži  bakterije Streptomyces koje stvara antibiotik tetraciklin. To je dokazano otkrićem velike doze ovog antibiotika u kostima drevnih afričkih mumija.

## Karakteristike staroegipatske medicine
Egipatska medicina je u velikoj meri magijska, ali sa magijom se paralelno razvijalo i naučno razmišljanje u područjima kao što su; medicinska astrologija, botanika, minerologija, anatomija, javno zdravlje ili klinička dijagnostika, što je u ono vreme predsvljalo veliki napredak na putu razumevanja mnogih bolesti. U velikoj grupi tekstova tzv. popularnog hermetizma, koji su pripisani legendarnim Egipćanima Nehepsu, Petozirisu i Hermesu Trismegistu, (3. vek p. n. e.), navodi se i očigledna prisna veza između astrologije i medicine. Tekstovi obrađuju područje botanike, mineralogija, ali i medicine i medicinske astrologije u kojima se određene lekovite biljke, minerali i delovi ljudskog tela povezuju sa znacima zodijaka, sa planetama i njihovim međusobnim položajima itd...„U svim tim astrologijsko-alhemijsko-magijskim traktatima osnovna je pretpostavka teza o međusobnoj povezanosti svih delova kosmosa, teza o delovanju zakona simpatije i antipatije...“ na telo čoveka i njegovo okruženje. Astrologija pri tome ima važnu ulogu u medicini, ne samo u predviđanju toka bolesti, već i u lečenju.
Za uvid u stepen razvoja i izučavanje nekih aspekata drevne egipatske medicine danas su na raspolaganju medicinski papirusi iz razdoblja od oko 1900. p. n. e. do 1200. p. n. e., kao najznačajniji dokaz razvijenosti medicine u starom Egiptu, koji su sačuvani do naših dana. Te svojevrsne medicinske rasprave, kojih je za sada nađeno osam, potiču doduše iz ranijeg perioda, od 12. do 20. dinastije, ali oni praktički reflektuju daleko starija medicinska saznanja još iz Starog carstva. Nauci su poznata tri drevna spisa - Papirus Kahun, Papirus Smit i Papirus Ebers, i jedan prepis drevnih spisa Batijev papirus.
- Papirus iz Kahuna (oko 1850. p. n. e..)- posvećen je ženskim bolestima.
- Smitov (Edwin Smith - Njujork) papirus (oko 1550. p. n. e.)- prepis dela iz III milenijuma p. n. e.- (koji po sadržaju podseća na hirurški udžbenik) sastoji se iz dva dela: jedna je iz anatomije (najveći deo je Knjiga o krvnim sudovima srca), a druga iz hirurgije. U 48 poglavlja vodi se rasprava o ranama i povredama prema anatomskim regijama. Svako poglavlje sadrži pet delova: prirodu rane, ispitivanje simptoma, dijagnozu, lečenje i prognozu preživljavanja. I pored toga što je nepotpun, papirus dosta verno oslikava egipatsku hirurgiju. Knjiga iz hirurgije sadrži opise 48 slučajeva, povreda, rana, prelome, iščašenja i tumora. Za sve slučajeve opisi su posebno dati i po težini klasifikovani kao: bolest koja se leče, bolesti si kojima se bori i bolest koja se ne leči. Detaljno su opisane povrede glave, grudnog koša, kičmenog stuba i data uputstva za njihovo lečenje. Opisana je repozicija vilice, imobilizacija dugih kostiju, šivenje i lečenje rana. Opisana je i traumatska aneurizma, a dato je upozorenje da se neki apscese (npr. tuberkulozni) ne otvaraju.[тражи се извор]
- Papirus (Georg Ebers - Lajpcig) Ebers (oko 1550. p. n. e.) za istoriju medicine ima veći značaj od Smitovog papirusa,i glavna je knjiga staroegipatske medicine i farmacije. Georg M. Ebers, nemački egiptolog je 1872. uspeo da pronađe još jedan drevni medicinski spis, papirusa dugačak oko dvadeset metara, sa 108 kolona hijeroglifa. Papirus je pisan istim jezikom i pismom kao Smitov i verovatno potiče iz istog perioda (oko 1550. p. n. e.). Priručnik je sastavljenom iz poglavlja o unutrašnjim, očnim, kožnim, ženskim i hirurškim bolestima. Sastoji se od 108 gusto pisanih odlomaka, na hijeratskom pismu. Recepti su svrstani prema bolestima, a nakon naslova dat je u nastavku pregled bolesnika sa dijagnozom i načinom lečenja. U Ebersovom papirusu detaljno je obrađeno krvarenje, što nije slučaj sa Smitovim. U tom kontekstu, pisac papirusa upozorava;
...“džep pun elastične tečnosti (cista, apsces) treba da se leči presecanjem”... ali i da se pri tome ...“vodi računa o krvnim sudovima. Ukoliko krvarenje potiče iz krvnog suda ili otoka (hematom, aneurizma) krvnog suda, moraš ga liječiti nožem koji se zagrije u vatri a ukoliko je krvarenje veliko iz rane (krvnog suda), moraš je spaliti vatrom“...
- Batijev (Chester Beatty - London) papirus- prepis je originala iz 13 ili 14 veka p. n. e., – u kome su opisane bolesti anusa. Ovaj zapis se nalazi u Britanskom muzeju u London (Chester Beatty)

Koliki su značaj egipćani pridavan organizovanom pružanju medicinskih usluga stanovništvu, govore podaci u papirusima da su tokom izgradnje piramida, njeni akteri imali organizovanu medicinsku zaštitu na visokom nivou. Na gradilištima piramida postojale su tzv "swnw gereget" ili "kolonije lekara" za svaki kamp posebno. Zaposleni i radnici uživali su i pravo na zdravstveno osiguranje. Zanimljiv tekst u zapisima prikazuje; „...da je jednom od zaposlenik koji je zbog povrede oka na radu hram u kome je radio trebao da platiti sve troškove njegovog medicinskog lečenja“.
Pored brojnih dokaza o razvijenosti medicinske delatnosti u starom Egiptu malo je ostalo po imenu zabeleženih lekara. Prvi lekar u starom Egiptu i pisanoj istoriji sveta čije je ime ostalo zabeleženo, bio je čovek po imenu Imhotep. Osim što je bio proslavljeni egipatski graditelj piramida, bio je i lekar, a vladao je i najvećom državom toga doba na svetu. Imhotep, je (prema drevnim spisima) osnovao i veliko svetilište – "hram zdravlja" (kombinaciju hrama i lečilišta), u blizini Sakare, koje je u vreme vladavine Ptolomejaca prozvano Asklepijon, (prema legendarnom grčkom lekaru Asklepiju). Prema brojnim predanjima u "hram zdravlja", hiljadama godina su dolazili bolesnici iz svih krajeva tadašnjeg sveta, (neplodni, sakati, slepi gubavi, padavičari) i svi koji su smatrali ili čvrsto verovali da se jedino na ovom mestu, i na medicinskim tradicijama mudrog Imhotepa, mogu osloboditi svojih bolesti.
U „hramu zdravlja“ Imhotep je osnovao i medicinsku školu koju su vodili njegovi učenici, prvoj u istoriji poznatoj školi u kojoj se moglo dobiti organiziovano profesionalno medicinsko obrazovanje. Imhotepova škola medicinskog obrazovanje zasnivala se na spoju bogatog medicinskog iskustva i vrhunskog poznavanja lekovitog bilja i tradicionalnog lečenja magijom.
Imhotepa su Egipćani slavili kao mudraca i dve hiljade godina kasnije. Štaviše, čak su ga i u ptolemejskom dobu poštovali pod grčkim imenom Imuthes kao boga medicine Imhotep je bio jedan od retkih smrtnika tog doba čije je postojanje u istoriji potvrđeno činjenicom da je njegovo ime nađeno urezano na postolju kipa samog faraona Džosera. Imhotep je jedna od najvažnijih ličnosti iz drevne istorije, čovek koga su istoričari nazvali prvim poznatim genijem, što dokumentuju i njegove skulpture iz toga doba na kojima je prikazan kao mudar pisar koji sedi sa smotanim papirusom na dlanovima i predano zapisuje.

## Lekari i drugi iscelitelji
Drevna egipatska reč za doktora je "svnv". Ova reč ima dugu istoriju. Najraniji zabeleženi lekar na svetu Hesi-Ra, praktikovao je u starom Egiptu. Bio je „šef zubara i lekara“ kralja Đosera, koji je vladao u 27. veku pre nove ere.
Gospođa Pešešet (2400. p. n. e.) je možda prva zabeležena žena lekar: verovatno je bila majka Ahetotepa, a na steli posvećenoj njoj u njegovoj grobnici pominje se kao imi-r svnvt, što je prevedeno kao „dama nadglednica žena lekara“ (svnvt je ženski rod od svnv).
U oblasti medicine bilo je mnogo činova i specijalizacija. Kraljevstvo je zapošljavalo svoje radnike, čak i svoje stručnjake. Bili su inspektori lekara, nadzornici i glavni lekari. Poznati drevni egipatski specijalisti su oftalmolog, gastroenterolog, proktolog, zubar, „lekar koji nadgleda mesare“ i neodređeni „inspektor tečnosti“. Drevni egipatski izraz za proktologa, neru phuit, bukvalno se prevodi kao "pastir anusa". Poslednju titulu je već oko 2200. godine p. n. e.  posvedočio Irinačet.

## Medicinske ustanove i škole
Poznato je da su ustanove, zvane Per Ankh  ili Kuće života, osnovane u starom Egiptu od 1. dinastije i da su možda imale medicinske funkcije, a ponekad su bile povezane u natpisima sa lekarima, kao što su Peftauavineit i Vedjahorresnet koji su živeli sredinom 1. milenijuma pre nove ere. U vreme 19. dinastije njihovi zaposlenicu su uživali beneficije kao što su zdravstveno osiguranje, penzije i bolovanje.
Od 1. dinastije (3150 – 2925. godine  p.n.e) postojali su medicinski instituti koji su se zvali „peri-ankh” ili „kuće života”. Najugledniji gde je bio Imhotepov u Memfisu koji je steko međunarodnu reputaciju posebno zbog svoje biblioteke do nove ere, odeljenja za obučavaanje babica (koje su kasnije same poučavale lekare u veštini akušerstvaI. Najmanje četiri druge kuće života bile su vezane uz hramove u Bubastisu, Edfuu, Tel-el-Amarni i Kom-Ombou.
Osim nastavnog centra, u toj kući su pisane i čuvane medicinske knjige i papirusi. Najstarije knjige ikada poznate, „Praktična medicina“ i „Anatomska knjiga“ napisao je jedan od kraljeva iz 1. dinastije. Nažalost, obe su izgubljenei. Do kasnog perioda napisano je više specijalizovanih knjiga pa je Kliment Aleksandrijski (prvi predsednik hrišćanske škole u Aleksandriji 180. godine nove ere) u svojoj biblioteci pronašao šest knjiga posvećenih specifičnim aspektima medicine (anatomija, bolesti, hirurški instrumenti, lekovi, očne bolesti i ginekologija).
Poštovan je etički kodeks i verovatno su lekari dali zakletvu. U grobnici Nenkh-Sekhmeta, šefa lekara u 5. dinastiji, pisalo je:
Nikad nisam učinio ništa zlo prema bilo kojoj osobi.
Iako su ove kuće života bile pod direktnom zaštitom samog faraona, ponekad su bile sklone da pate od kraljevskog hira. Povratak Kambiza, persijskog kralja iz 27. dinastije (525. p. n. e.) posle vojnog poraza u Gornjem Egiptu, poklopio se sa praznicima žetve. Mislio je da se egipatski narod raduje njegovom porazu i u svom besu naredio je da se škole i hramovi unište. Njegov naslednik Darije, željan da još jednom pridobije prijateljstvo Egipćana, naredio je svom privatnom lekaru Usaheresnetu da ponovo izgradi „kuću života“. Natpis na Darijevoj statui koji se odnosi na ovaj događaj završava se ovim rečima:
Njegovo Veličanstvo je to uradilo jer je znao koliko je ova umetnost korisna, koja vraća život svima onima koji su bolesni.

## Napomene
1. ↑  Homer je najverovatnije govoreci o napitku zaborava mislio na ekstrakt maka.

## Spoljašnje veze
Mediji vezani za članak Staroegipatska medicina na Vikimedijinoj ostavi

- „Medicine In Old Egypt”. Архивирано из оригинала 06. 04. 2021. г. Приступљено 13. 02. 2015.
- Comparison Between Egyptian And Medieval Medicine
- Edwin Smith Surgical Papyrus
- Antimikrobna terapija pre antibiotske ere
- The Proceedings of the 10th Annual HISTORY OF MEDICINE DAYS